# 代数学の基本定理
代数学の基本定理（だいすうがくのきほんていり、英: fundamental theorem of algebra）とは、「次数が 1 以上の任意の複素係数一変数多項式には複素根が存在する」という定理である。

## 概要
実係数の代数方程式は一般に実数の範囲内に解を有するとは限らないが、実数体上で既約な多項式 x2 + 1 の根 として i = √−1（虚数単位）という実数ではない「数」をただ 1 つ添加した体上では、任意の実係数の代数方程式はその拡大体上で解を持つ。
そうして得られた複素数を係数とする代数方程式の解も、複素数の範囲に必ず解を持つ。これが代数学の基本定理の主張である。
この定理の主張は、因数定理を帰納的に用いることより
複素係数の任意の n 次多項式
{\displaystyle a_{n}x^{n}+a_{n-1}x^{n-1}+\cdots +a_{1}x+a_{0}\quad (a_{n},\ldots ,a_{0}\in \mathbb {C} ,\;a_{n}\neq 0)}
は複素根を重複を込めてちょうど n 個持つという結果を導き、そのことを指して代数学の基本定理と呼ぶこともある。つまり、複素係数の任意の多項式は、複素係数の1次式の冪積に分解できる。
代数学の基本定理は、複素数体は、実数を含む（代数方程式の根を添加して得られる）代数的拡大体として最大のものであることを意味する。このことを体論の言葉では「複素数体は代数的閉体である」 という。

## 歴史
17世紀前半にアルベール・ジラールらによって主張され、18世紀の半ばからジャン・ル・ロン・ダランベール、レオンハルト・オイラー、フランソワ・ダヴィエ・ド・フォンスネ、ジョゼフ＝ルイ・ラグランジュ、ピエール＝シモン・ラプラスらが証明を試み、その手法は洗練されていった。1799年にカール・フリードリヒ・ガウスが学位論文でそれまでの証明の不備を指摘し最初の証明を与えた（ただし、現在ではガウスの最初の証明も完全ではなかったことが分かっているため、代数学の基本定理の世界初の完全な証明はアマチュア数学者のアルガンによるものである）。後年ガウスはこの定理に3つの異なる証明を与えた。現在ではさらに多くの証明が知られている。

## 証明
最もよく知られている初等的な証明は、次の通りである。
{\displaystyle f(x)}は{\displaystyle |x|\to \infty }のとき{\displaystyle \infty }に発散する。
よって、{\displaystyle |x|>C}{\displaystyle \Longrightarrow }{\displaystyle f(x)>f(0)}となるような実数{\displaystyle C}を定めることができる。
また、有界（一般にはコンパクト集合）上の連続関数は最小値を持つ（最大値最小値定理）ことから、{\displaystyle f(x)}は最小値をもつ。それを{\displaystyle c}とする。
上記の不等式から{\displaystyle c<C}である。
このとき、{\displaystyle f(x_{c})=c}となる{\displaystyle x_{c}}を置き、{\displaystyle c\neq 0}を仮定する。
ある複素数{\displaystyle \epsilon }について{\displaystyle f(x_{c}+\epsilon )=|A_{n}\epsilon ^{n}+A_{1}\epsilon ^{n-1}+A_{2}\epsilon ^{n-2}+\cdot \cdot \cdot +A_{0}|} ({\displaystyle A_{n}}は{\displaystyle \epsilon }の係数)を考えると、{\displaystyle A_{n}\neq 0}となる{\displaystyle n}のうち最小の{\displaystyle n}を{\displaystyle k}と置くと{\displaystyle f(x_{c}+\epsilon )=|A_{n}\epsilon ^{n}+A_{1}\epsilon ^{n-1}+A_{2}\epsilon ^{n-2}+\cdot \cdot \cdot +A_{k}\epsilon ^{k}+A_{0}|}となる。
ここで{\displaystyle \epsilon =t\left(-{\frac {A_{0}}{A_{k}}}\right)^{\frac {1}{k}}}と置くと{\displaystyle f{\biggl (}x_{c}+t\left(-{\frac {A_{0}}{A_{k}}}\right)^{\frac {1}{k}}{\biggr )}=|A_{0}(1-t^{k})+F(t)|}
（{\displaystyle t}は正の実数、{\displaystyle F(t)}は{\displaystyle A_{n}\epsilon ^{n}+A_{1}\epsilon ^{n-1}+A_{2}\epsilon ^{n-2}+\cdot \cdot \cdot +A_{k+1}\epsilon ^{k+1}}に{\displaystyle \epsilon =t\left(-{\frac {A_{0}}{A_{k}}}\right)^{\frac {1}{k}}}を代入した式）
{\displaystyle F(t)}は{\displaystyle t}の次数が{\displaystyle t^{k}}より高次の項しかないため、{\displaystyle t}が十分小さければ{\displaystyle |A_{0}(1-t^{k})+F(t)|}の内{\displaystyle F(t)}を無視できる、すなわち{\displaystyle t}が十分に小さいとき{\displaystyle |A_{0}(1-t^{k})+F(t)|<|A_{0}|}となる。
つまり{\displaystyle f(x_{c}+\epsilon )<f(x_{c})}となるが、これは{\displaystyle x_{c}}の定義に矛盾。
よって仮定が偽なので{\displaystyle c=0}となり、因数定理より、{\displaystyle f(x)=(x-x_{c})p(x)}と置くことができる。この時{\displaystyle x_{c}}は{\displaystyle f(x)}の根となっている。
以上の操作を繰り返すことで、{\displaystyle f(x)}は{\displaystyle n}個の根を持つことがわかる。
証明終わり

### 複素解析的な証明
複素解析に基づく証明法としては、リウヴィルの定理を用いる方法と、ルーシェの定理を用いる方法が有名であり、大学教育における初等的な複素解析の教科書は代数学の基本定理をこれらの複素解析学の定理を用いて証明するまでを学ぶことを目標としているものが多い。
以下にリウヴィルの定理を用いる証明の概略を示す（ルーシェの定理を用いる証明については、ルーシェの定理#代数学の基本定理の証明を参照）。
いま定数ではない任意の複素数係数多項式を f(z) とする。そうして f(z) は複素平面上に零点を持たないと仮定する。そのとき g(z) = 1/f(z) は複素平面全体で正則かつ有界になるから、リウヴィルの定理により g(z) は定数である。すると f(z) も定数になるが、これは多項式 f(z) が定数ではないとしたことに矛盾する。従って、定数ではない複素係数多項式  f(z) は複素平面上に少なくとも1つの零点を持つ。